# Nanometa gentilis
Nanometa gentilis är en spindelart som beskrevs av Simon 1908. Nanometa gentilis ingår i släktet Nanometa och familjen käkspindlar.
Artens utbredningsområde är Western Australia. Inga underarter finns listade i Catalogue of Life.